# Doubravka (Bělá nad Radbuzou)

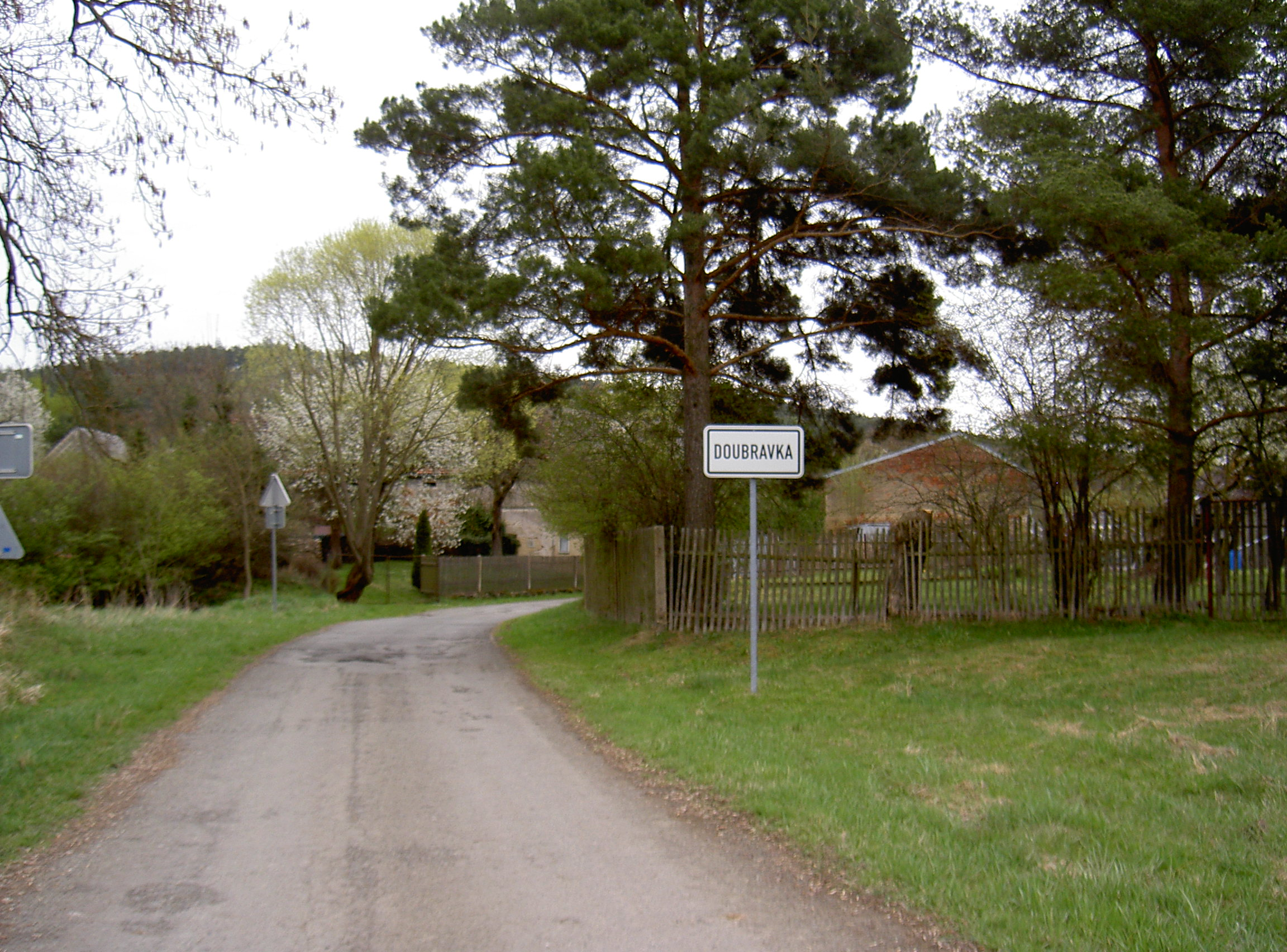
Doubravka (Dobraken)

Doubravka (deutsch: Dobraken) ist ein Gemeindeteil von Bělá nad Radbuzou im westböhmischen Okres Domažlice in Tschechien.

## Geografische Lage
Doubravka liegt am Westhang des 563 Meter hohen Zámecký vrch (Schlossberg) auf dem Nordufer der Radbuza etwa vier Kilometer östlich von Bělá.

## Geschichte
Doubek bezeichnet die junge Eiche, doubrava ist der Eichenwald. Der deutsche Ortsname Dobraken lehnt sich lautmalerisch an das tschechische Doubravka an.
Doubravka wurde 1408 erstmals schriftlich erwähnt. 1656 hatte Doubravka 7 Bauern, einen Chalupner, zwei Gärtner, 32 Gespanne, 31 Kühe, 44 Stück Jungvieh, ein Schaf und 55 Schweine.
Doubravka war seit 1878 eine selbständige Gemeinde, die herrschaftlich und kirchlich schon 1629 zu Heiligenkreuz gehörte. 1839 hatte Doubravka 21 Häuser und 132 Einwohner, 1913 22 Häuser, 126 Einwohner, 9 Bauern, 2 Viertelbauern, 5 Kleinlandwirte, eine Mühle, 5 Häusler und ein Gemeindehaus.
Nach dem Münchner Abkommen wurde Doubravka dem Deutschen Reich zugeschlagen und gehörte bis 1945 zum Landkreis Bischofteinitz.